# Сан Флоријано - Олми (Тревизо)
Сан Флоријано - Олми је насеље у Италији у округу Тревизо, региону Венето.
Према процени из 2011. у насељу је живело 3720 становника. Насеље се налази на надморској висини од 11 м.